# Кентоку
Кентоку (建徳) је јапанска ера (ненко) Јужног двора током првог раздобља Муромачи периода, познатог још и као Нанбокучо период. Настала је после Шохеи и пре Бунчу ере. Временски је трајала од јула 1370. до априла 1372. године. Владајући монарх на Јужном двору био је цар Чокеи док је на Северном у Кјоту то био цар Го Енју.

## Важнији догађаји Кентоку ере
- 1370. (Кентоку 1): Имагава Садајо послат је да покори острво Кјушу.[3]

## Еквивалентне ере Северног двора
- Оан (1368–1375).